# Sand Springs (Oklahoma)
Sand Springs es una ciudad ubicada en los condados de Osage y Tulsa en el estado estadounidense de Oklahoma. En el año 2010 tenía una población de 	18906 habitantes y una densidad poblacional de 1.011,02 personas por km².

## Geografía
Sand Springs se encuentra ubicada en las coordenadas 36°8′18″N 96°7′15″O / 36.13833, -96.12083 (36.138380, -96.120796).

## Demografía
Según la Oficina del Censo en 2000 los ingresos medios por hogar en la localidad eran de $40,380 y los ingresos medios por familia eran $47,258. Los hombres tenían unos ingresos medios de $38,120 frente a los $25,373 para las mujeres. La renta per cápita para la localidad era de $18,193. Alrededor del 9.1% de la población estaban por debajo del umbral de pobreza.